# Lesotho Defence Force
La Lesotho Defence Force (LDF) è la forza armata del Lesotho, che comprende l'esercito e l'aeronautica militare.
Dei 400,457 (st. 2005) maschi di età tra i 18 e i 49 anni, la CIA stima che 162.857 sono idonei al servizio militare. Non c'è coscrizione in Lesotho.
Spese militari: $32.3 milioni (2004)
2.3% (2004) del GDP.
Il governo del Lesotho nel 1999 iniziò un dibattito aperto sulla futura struttura, le dimensioni, e il ruolo delle forze armate, soprattutto se si considera la storia d'intervento negli affari politici della Lesotho Defence Force (LDF). Nel 2001, nell'ambito di un accordo con l'India, un Army Training Team indiano (IATT) iniziò l'addestramento della LDF. Entro il 2011, è ampiamente percepito che la LDF è sulla buona strada per diventare una forza professionale e apolitica. Infatti, non vi è stata alcuna istanza dall'arrivo dell'IATT quando la LDF interferì con il processo politico. Vinse inoltre l'approvazione quando, il 22 aprile 2009, i suoi soldati respinsero un attacco mercenario alla residenza del Primo Ministro. Tuttavia, nell'agosto 2014 l'esercito ha tentato un colpo di stato militare.
I consiglieri per la sicurezza dell'India sono stati i brigadieri generali Jasbir Singh, Budhwar, Ranvir Yadav, Neeraj Bali (ora Mag. Gen.) e A.K. Das. Attualmente il brigadiere generale Birender Dhanoa è in possesso di quella carica.
La Forza ha attualmente una forza di circa 3100 soldati. Ha una equa rappresentanza di donne soldato. Tutti gli ufficiali incaricati devono servire prima nelle file per almeno tre anni.
È condotta da un generale a tre stelle, il Tn. Gen. Tlali Kamoli, che, nel 2014 viene però coinvolto in quello che era considerato un 'tentativo di golpe'.

## Lesotho Defense Force Air Wing
Lo stormo aereo del Lesoto era in origine una propaggine dell'unità mobile di polizia parlamentare che nel 1978 iniziò ad operare con due trasporti STOL a doppia turboelica Shorts Skyvans, un Cessna A152 Areobat in affitto, due elicotteri MBB BO 105 e un Bell 47G convertito al solo potere a turboalbero costruito da Westland. Due elicotteri a doppia turbina Mil Mi-2 vennero donati dalla Libia nel 1983, ma vennero ritirati nel 1986.
Le consegne di un Bell e tre elicotteri Agusta-Bell AB 412 erano in ritardo nel 1983-1986 a causa dell'influenza del Sudafrica. La situazione cambiò quando un colpo di stato militare (1986) portò nuovi accordi di sicurezza con Pretoria per essere firmati. A metà degli anni ottanta lo stormo aereo venne ribattezzato Lesotho Defence Force. Nel 1989 gli Skyvans vennero sostituiti da due trasporti leggeri a turboelica CASA C. 212; uno si schiantò subito, richiedendo un terzo da consegnare nel 1992. Un quinto Bell 412 (un modello EP) venne consegnato nel maggio 1998 per sostituire quello cancellato nel gennaio 1998.

### Aeromobili in uso

Coccarda del Lesotho Defense Force Air Wing

Sezione aggiornata annualmente in base al World Air Force di Flightglobal del corrente anno. Tale dossier non contempla UAV, aerei da trasporto VIP ed eventuali incidenti accorsi durante l'anno della sua pubblicazione. Modifiche giornaliere o mensili che potrebbero portare a discordanze nel tipo di modelli in servizio e nel loro numero rispetto a WAF, vengono apportate in base a siti specializzati, periodici mensili e bimestrali. Tali modifiche vengono apportate onde rendere quanto più aggiornata la tabella.
| Aereo                          | Origine            | Tipo                   | Variante           | In servizio (2024) | Note |                    |
| Aerei da trasporto             | Aerei da trasporto | Aerei da trasporto     | Aerei da trasporto | Aerei da trasporto | Aerei da trasporto | Aerei da trasporto |
| ------------------------------ | ------------------ | ---------------------- | ------------------ | ------------------ | --- | ------------------ |
| CASA C-212 Aviocar             | Spagna             | aereo da trasporto     | C-212-300          | 2                  | 3 C-212-300 consegnati. |                    |
| GippsAero GA8 Airvan           | Australia          | aereo da trasporto     | GA-8               | 1                  | 1 GA-8 consegnato. |                    |
| Aerei da addestramento         |                    |                        |                    |                    | |                    |
| Cessna 182 Skylane             | Stati Uniti        | aereo da addestramento | C182Q              | 1                  | 1 C182Q consegnato. In organico, ma forse non più operativo.                                                                                               |                    |
| Elicotteri                     |                    |                        |                    |                    | |                    |
| Bell 412                       | Stati Uniti        | elicottero utility     | Bell 412SP         | 3                  | 3 Bell 412SP consegnati. |                    |
| Agusta Bell AB-412 Griffon     | Italia Stati Uniti | elicottero utility     | AB-412             | 1                  | 2 AB-412 di costruzione Agusta consegnati. |                    |
| Airbus H125                    | Francia            | elicottero utility     | H125M              | 3                  | 2 H125M entrati in servizio rispettivamente nel 2017 e nel 2018, più 1 H125M ordinato a dicembre 2018 in sostituzione dell'EC-135 perso il ad aprile 2017. |                    |
| Soloy (Estland/AB) AB-47 Sioux | Italia Stati Uniti | elicottero utility     | AB-47G             | 1                  | 1 AB-47G consegnato. |                    |

### Aeromobili ritirati
- Bell 206
- MBB Bo 105
- Eurocopter EC135 - Precipitato ad aprile 2017.[4]
- Dornier Do 27
- Dornier Do 28
- MBB/Kawasaki BK 117
- Mil Mi-2
- Short Skyvan